# Коливанське намісництво
Колива́нське намі́сництво (рос. Колыванское наместничество) — адміністративно-територіальна одиниця в Російській імперії в 1783 — 1796 роках. Адміністративний центр — Коливань. Створене 6 березня 1783 року на основі Коливанської області Тобольської губернії. Складалося з 5 повітів. 31 грудня 1796 року поділена між Тобольською й Іркутською губернією

## Історія
Створене 6 березня 1783 року за наказом російської імператриці Катерини II. Розташоване на території Сибіру і Середньої Азії, в місці проживання ельтирів, бірюсинців і сагайців, що мешкали на лівому березі річки Абакан, верхів'ях Томі, річки Іюсів, а також річко Мраса і Кондома. Ці народи сплачували ясак Кузнецьку. Також до намісництва належали землі качинців і арінців, що проживали на лівобережжі річки Єнісей, від річки Білий Іюс до Камишта.
Адміністративний центр розташовувався у місті Коливань, на місці Бердського острогу (сучасне місто Бердськ)

## Повіти
1. Бійський
2. Коливанський
3. Красноярський (Красноярськ)
4. Кузнецький (Кузнецьк)
5. Семипалатінський (Семипалатінськ)

## Карти

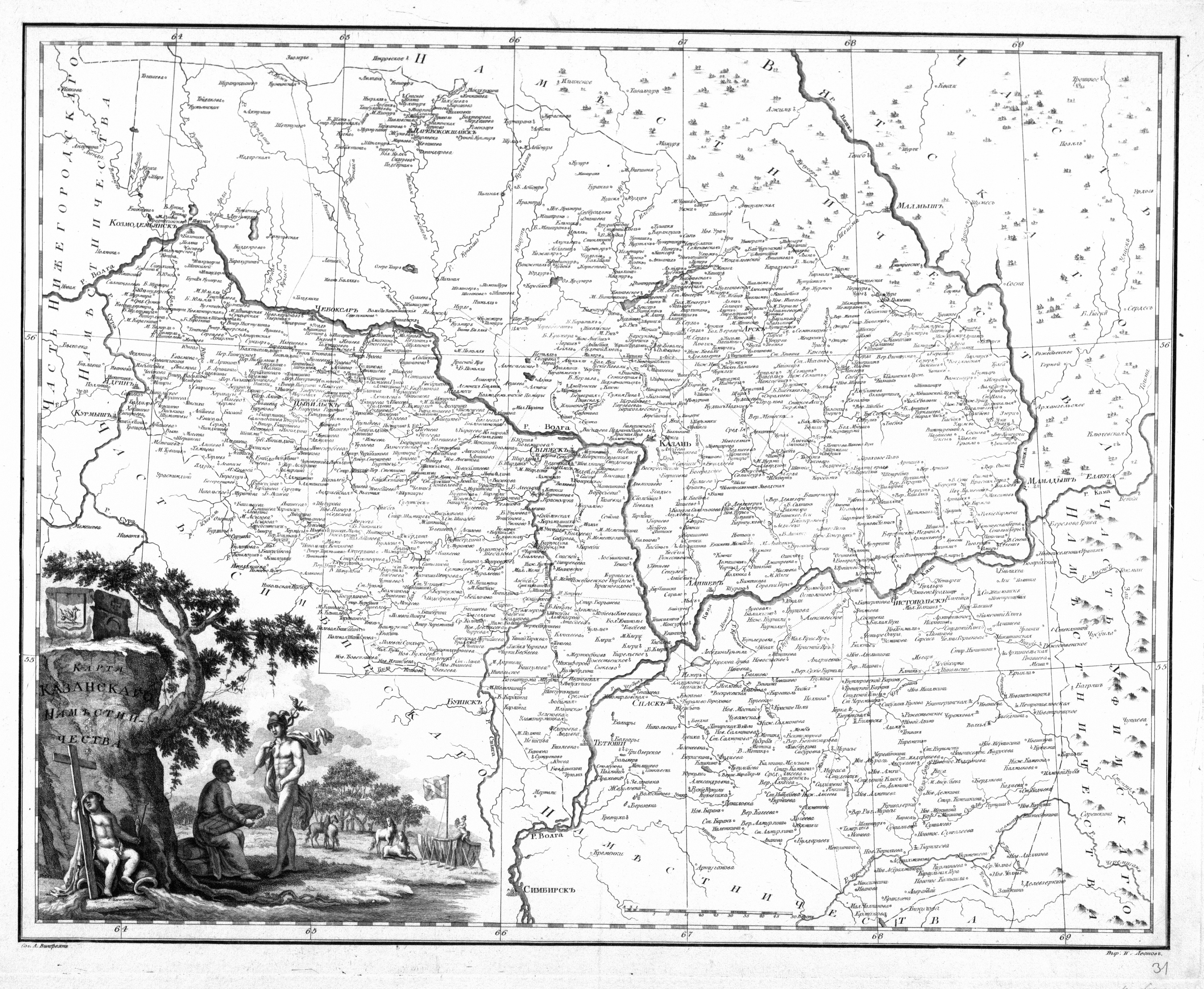
Російський атлас 1792
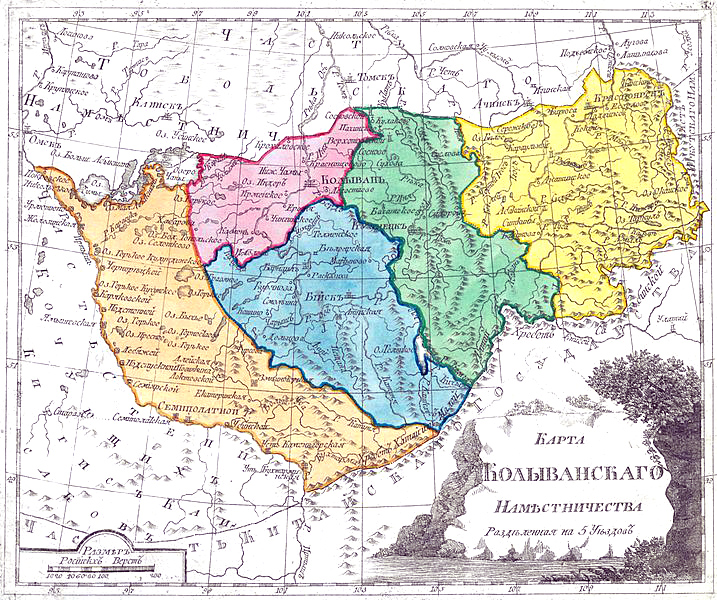
Атлас Російської імперії 1792
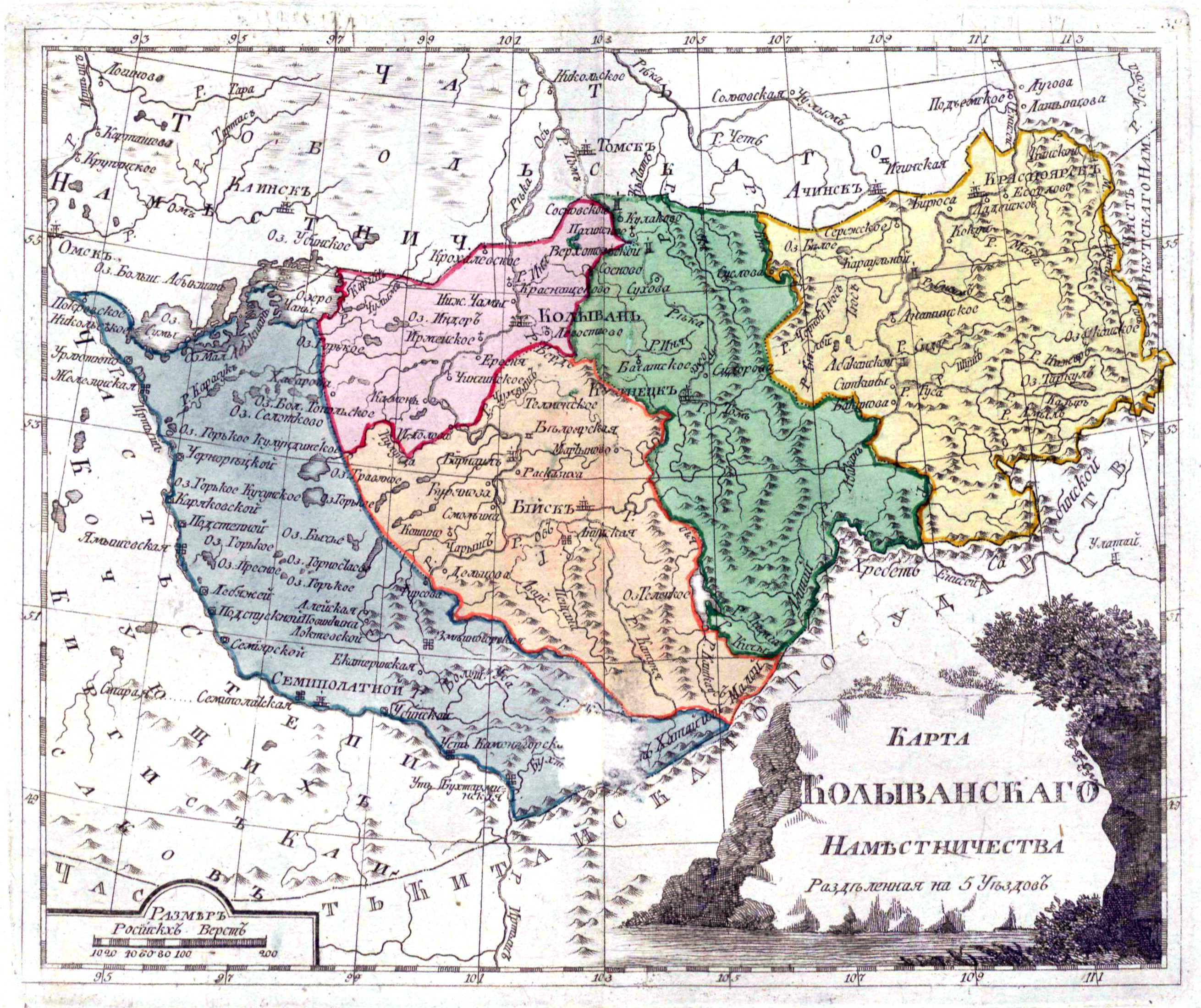
Атлас Російської імперії 1796